# 尼瀬町
尼瀬町（あまぜまち）は、かつて新潟県三島郡にあった町。

## 沿革
- 1889年（明治22年）4月1日 - 町村制施行に伴い三島郡尼瀬諏訪町、尼瀬伊勢町、尼瀬稲荷町、尼瀬岩船町、勝見村が合併し、尼瀬町が発足。
- 1904年（明治37年）4月1日 - 三島郡出雲崎町と合併し、出雲崎町を新設して消滅。